# ハンス・ヘトフト (客船)
ハンス・ヘトフト (Hans Hedtoft) はデンマークのオーシャン・ライナー。1959年1月30日、処女航海中にグリーンランド西部の沖合いで氷山に衝突し沈没した。回収された残骸は救命浮環だけだった。氷山に衝突して沈没し死者を出した最後の船として知られる。

## 概要
全長は271フィート2インチ、幅は46フィート6インチで、深さは21フィート1インチであった。総登録トン数は2,875トン、純登録トン数は1,368トンであった。
デンマーク北部のフレゼリクスハウンにあるフレゼリクスハウン造船所 (Frederikshavns Værft) で建造された。造船番号は226で、1958年8月13日に進水し、12月17日に竣工した。船底は二重底になっており、船体は7個の水密区画に区分され、船首と船尾は装甲を施されていた。「ハンス・ヘトフト」はデンマークとグリーンランドを1年中結ぶ航路に就航する予定であった。「タイタニック」と同様に「ハンス・ヘトフト」でもリベット接合が用いられたが、これは船主のクヌート・ラウリッツェン (Knud Lauritzen) から批判された。ラウリッツェンはリベット接合では溶接接合ほど氷の圧力に耐えられないと主張した。信号符字はOXKAであった。船名はデンマークの元首相ハンス・ヘトフトに由来する。

## 沈没
1959年1月7日、「ハンス・ヘトフト」はコペンハーゲンを出港し処女航海に就いた。グリーンランドのユリアーネホープ (Julianehaab) までの航海で新記録を樹立した。その後、ヌーク、シシミウト、マニートソックに寄航し、ユリアーネホープへ戻った。

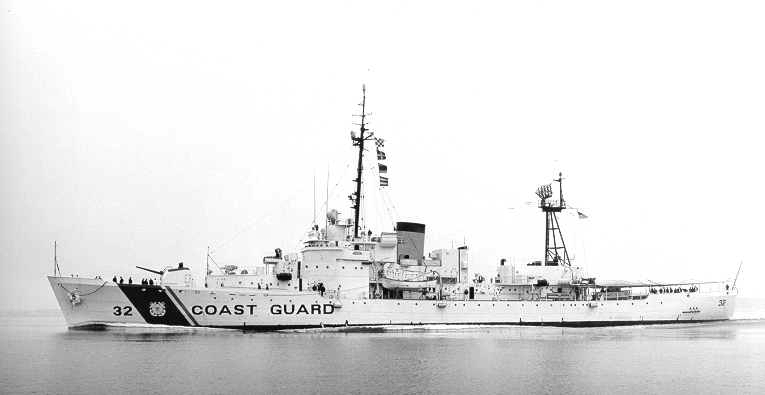
「キャンベル」

1月29日、「ハンス・ヘトフト」は帰途に就いた。乗員40人、乗客55人が乗船しており、冷凍魚が積載されていた。乗客の中には、デンマーク議会（フォルケティング）の議員 Augo Lynge も含まれていた。翌日、「ハンス・ヘトフト」はグリーンランド最南端のフェアウェル岬の約35マイル南で氷山に衝突した。13時56分（現地時間）、北緯59度30分 西経43度00分 / 北緯59.500度 西経43.000度の地点で氷山に衝突したという救難連絡が入った。アメリカ沿岸警備隊のカッター「キャンベル」 (USCGC Campbell) とブレーマーハーフェンを母港とする西ドイツのトロール船「ヨハネス・クリュース」 (Johannes Krüss) 、そして西ドイツの別のトロール船が応答した。その後1時間もたたないうちに、機関室が冠水したという無線が入った。15時12分、本船は沈没しつつあるという連絡があった。17時41分、本船はゆっくりと沈みつつあり至急救援を要請すると発信し、これが最後の通信となった。ニューファンドランド州では悪天候のため航空機が離陸できず、「ハンス・ヘトフト」の捜索に参加できなかった。17時41分、「ヨハネス・クリュース」がSOSを受信したが、その後「ハンス・ヘトフト」との連絡が途絶えた。1月31日、「キャンベル」は状況は最悪であると見られ、「ハンス・ヘトフト」やその乗客・乗員の痕跡はなかったと報告した。2月7日、捜索が打ち切られた。回収された残骸は事故の約9か月後にフェロー諸島に漂着した救命浮環だけだった。「ハンス・ヘトフト」にはデンマークの公文書館に寄託される予定だったグリーンランドの小教区の教区登録簿も積載されており、グリーンランドの系譜学に大きな損失を与えた。
この事故により、1958年11月に閉鎖されていたグリーンランドのナルサルスアークにある飛行場が再度開港した。遺族への義援金が募られ、2か月で10か国から40,000クローネ（当時の相場で2,000ポンド）が集まった。遺族への補償総額は1,184,936クローネ（59,000ポンド相当）であった。「タイタニック」と同様に「ハンス・ヘトフト」は最も安全な船と言われており、一部では「不沈」と記述された。

## 軍艦として
デンマーク国防省の要求で「ハンス・ヘトフト」は40mm機関砲を3基装備していた。この装備は当初の計画にはなく、機関砲が搭載される3か所を補強し、弾薬庫を船首に設置した。これらの機関砲は国防省から無償で提供された。試験のために機関砲が装備されたが、沈没時には取り外されて貨物と一緒に載せられており、コペンハーゲンへ戻った後すぐに降ろすよう指示されていた。「ハンス・ヘトフト」の武装化はフォルケティングの承認なしに軍艦を建造するためだったという主張もあった。

## 慰霊碑
コペンハーゲンのノース・アトランティック・ワーフに慰霊碑が建立され、2005年1月30日に除幕式が行われた。除幕式にはマルグレーテ女王が参加した。